# Tom Hingston
Tom Hingston (1973) es un diseñador gráfico británico conocido por sus colaboraciones con músicos de renombre, diseñando para ellos de portadas de álbumes, carteles promocionales y vídeos musicales.

## Trayectoria profesional
Tras graduarse en el Central Saint Martins College of Arts and Design de Londres en los años 90, comenzó a trabajar con el director artístico Neville Brody. En 1997 Hingston conoció a la banda Massive Attack, iniciando un larga etapa de colaboración artística con ellos, creando, entre otros muchos trabajos, la portada del álbum Mezzanine, junto al fotógrafo Nick Knight y el propio líder del grupo Robert Del Naja. 
A lo largo de su carrera profesional, Hingston ha colaborado con numerosos músicos. Creó para Grace Jones moldes a tamaño natural en chocolate, también trabajó con Nick Cave, Lady Gaga, The Rolling Stones, Chemical Brothers  y Robbie Williams. Dirigió dos vídeos musicales de David Bowie, 'I'd Rather Be High' del álbum The Next Day y 'Sue (Or In A Season of Crime)'  así como la campaña promocional del EP póstumo No Plan. En el ámbito cinematográfico, ha colaborado con el director Joe Wright en títulos como Pan, Pride & Prejudice o Atonement, y con Anton Corbijn en Control y A Most Wanted Man. En 2018 recibió una nominación a los Premios Grammy por su trabajo en el diseño del embalaje del álbum Lovely Creatures de Nick Cave and the Bad Seeds.
Además de su trabajo en la industria musical y cinematográfica, Hingston ha desarrollado su carrera profesional trabajando también para marcas de moda y tecnología. Escribió el libro Porn? en colaboración con la revista Dazed & Confused. El libro es un compendio de obras de fotógrafos y artistas, todos hasta cierto punto pornográficos. Parte de su obra ha sido expuesta en el Design Museum, The Barbican o el Victoria and Albert Museum.